# Matías Kranevitter
Claudio Matías Kranevitter (San Miguel de Tucumán, 21 mei 1993) is een Argentijns voetballer die doorgaans als defensieve middenvelder speelt. Hij tekende in januari 2023 een contract tot eind 2025 bij River Plate, dat hem overnam van Monterrey. Kranevitter debuteerde in 2015 in het Argentijns voetbalelftal. Kranevitter wist met twee verschillende clubs de belangrijkste continentale clubcompetitie te winnen; namelijk de CONMEBOL Libertadores met River Plate en de CONCACAF Champions League met Monterrey.

## Clubcarrière
Kranevitter stroomde in 2012 door vanuit de jeugd van River Plate. Hiervoor maakte hij op 2 december 2012 zijn debuut in het eerste elftal, in een wedstrijd in Argentijnse Primera División tegen Lanús. Hij won in 2014 de Primera División en de CONMEBOL Sudamericana met River Plate. In 2015 volgden de CONMEBOL Recopa en de CONMEBOL Libertadores.
Kranevitter tekende in augustus 2015 een contract tot medio 2020 bij Atlético Madrid, de nummer drie van de Primera División in het voorgaande seizoen. Dat betaalde circa €8.000.000,- voor hem aan River Plate. Daarbij kwamen de clubs overeen dat hij tot januari 2016 op huurbasis bij River Plate zou blijven, zodat hij daarmee de FIFA Club World Cup 2015 nog kon spelen. Hierop bereikten zijn ploeggenoten en hij de finale, die ze verloren van FC Barcelona. Nadat Kranevitter zich meldde bij Atlético, speelde hij dat seizoen nog acht competitiewedstrijden in de Spaanse competitie. Daarnaast debuteerde hij dat jaar in de UEFA Champions League voor de club. Atlético verhuurde Kranevitter in juli 2016 voor een seizoen aan competitiegenoot Sevilla.

## Carrièrestatistieken
| Seizoen                  | Club            | Competitie       | Duels | Doelp. |
| ------------------------ | --------------- | ---------------- | ----- | ------ |
| 2012/13                  | River Plate     | Primera División | 5     | 0      |
| 2013/14                  | River Plate     | Primera División | 30    | 0      |
| 2014                     | River Plate     | Primera División | 6     | 0      |
| 2015                     | River Plate     | Primera División | 17    | 0      |
| 2015/16                  | Atlético Madrid | Primera División | 8     | 0      |
| 2015/16                  | → River Plate   | Primera División | 4     | 0      |
| 2016/17                  | → Sevilla       | Primera División | 21    | 0      |
| 2017/18                  | FK Zenit        | Premjer-Liga     | 21    | 0      |
| 2018/19                  | FK Zenit        | Premjer-Liga     | 5     | 0      |
| Totaal                   | Totaal          | Totaal           | 117   | 0      |
| Bijgewerkt op 2 mei 2019 |                 |                  |       |        |

## Nationaal team
Kranevitter speelde drie wedstrijden in Argentinië –20. Hij debuteerde op 4 september 2015 in het Argentijns voetbalelftal, in een met 7-0 gewonnen oefeninterland tegen Bolivia. Bondscoach Gerardo Martino nam hem negen maanden later mee naar de Copa América Centenario. Hierop kwam hij drie wedstrijden in actie, waarvan één keer als basisspeler en een keer als invaller in de (verloren) finale.

## Erelijst
| Competitie                |             |                  |             |             |
| Competitie                | Aantal      | Jaren            |             |             |
| River Plate               | River Plate | River Plate      | River Plate | River Plate |
| ------------------------- | ----------- | ---------------- | ----------- | ----------- |
| CONMEBOL Libertadores     | 1x          | 2015             |             |             |
| CONMEBOL Sudamericana     | 1x          | 2014             |             |             |
| CONMEBOL Recopa           | 1x          | 2015             |             |             |
| Suruga Bank Championship  | 1x          | 2015             |             |             |
| Primera División          | 1x          | 2014 Final       |             |             |
| FK Zenit                  |             |                  |             |             |
| Premjer-Liga              | 2x          | 2018/19, 2019/20 |             |             |
| Beker van Rusland         | 1x          | 2019/20          |             |             |
| Monterrey                 |             |                  |             |             |
| Copa MX                   | 1x          | 2019/20          |             |             |
| CONCACAF Champions League | 1x          | 2021             |             |             |